# GBU-11
GBU-11 – amerykańska lotnicza bomba kierowana naprowadzana na cel podświetlony laserem. Jest to bomba odłamkowo-burząca M118E1 wagomiaru 750 funtów wyposażona w zestaw KMU-370B/B składający się z MAU-157/B (mocowany na przodzie bomby układ naprowadzający) i MXU-601/B (usterzenie). Bomba produkowana w wersjach GBU-11/B i GBU-11A/B.